# بازار آزاد در محیط زیست
بازار آزاد در محیط زیست یک نگرش است که با مطرح کردن بازار آزاد، حقوق مالکیت و تعریف شبه جرم یکی از بهترین راهکارها برای محافظت از محیط زیست، درونی‌سازی هزینه‌های آلودگی و محافظت از منابع فراهم می‌کند.
در حالی که مشکلات محیط زیست به عنوان یک مثال معروف از شکست بازار مطرح است، طرفداران بازار آزاد معتقدند که دلایل زیر مشکلات موجود را مطرح کرده است:
1. دولت‌ها با اعمال قوانینی که باعث نادیده گرفتن یا مبهم شدن حقوق مالکیت می‌شوند که در محافظت از محیط زیست با شکست مواجه می‌شوند.
2. قوانین مرتبط به نحوی است که آلوده‌کنندگان محیط زیست در برابر اعلام هر شبه جرم ایمن هستند و دنبال کردن آن‌ها به شکل قانونی بسیار مشکل است.

طرفداران بازار آزاد در محیط زیست معتقدند که بهترین راه برای حفاظت از محیط زیست استفاده از شبه جرم و قوانین قراردادی است که از حقوق مالکیت و دعاوی شبه جرمی است که از محیط زیست محافظت کند. آن‌ها معتقدند که اگر گروه‌های ذی‌نفع بتوانند آلوده‌کنندگان را مجبور به جبران خسارت وارده کنند، آلوده‌کنندگان اثرات جانبی مرتبط را کم یا حذف می‌کنند.
حامیان این تفکر ادعا می‌کنند که اقتصاد شاخه‌ای از بوم‌شناسی است. هر دو به مطالعه سامانه‌های وابسته پیچیده می‌پردازند و مسئله بنیادین برای اقتصاددانان محدودیت منابع است.

## شکست دولت
با وجود اینکه بسیاری از حامیان محیط زیست بازارها را بخاطر بسیاری از مسائل زیست‌محیطی امروز شماتت می‌کنند، حامیان بازار آزاد در محیط زیست مقصر این مسائل را اعوجاج بازار و فقر آن می‌دانند.
.
- تراژدی منابع مشترک به عنوان یکی از مسئله بنیادی در محیط زیست مطرح است. زمانی که زمین‌ها به عنوان یک منبع مشترک شناخته شوند، هر کسی می‌تواند از آن استفاده کند. زمانی که منابع مصرفی هستند، انگیزه‌ای برای کارآفرینان خلق می‌کند تا قبل از دیگران از آن‌ها استفاده کنند، بسیاری از منابع محیط زیستی مانند آب، هوا و جنگل‌ها یا توسط دولت یا به صورت مشترک نگه‌داری می‌شوند. مسئله این قانونگذاری این است که مالکیت را در اختیار اشتراکات سیاسی قرار می‌دهد، به این معنی که اشخاص تلاش می‌کنند تا منابع عمومی را برای نفع خودشان استفاده کنند، پدیده‌ای که به آن رانت خواهی گفته می‌شود.
- حق تصدی- مستاجرین (مالکان موقت) به اندازه کسانی که حق تصدی منابع را دارند از منافع بند مدت منابع بهره‌مند نمی‌شوند، برای همین برای استخراج منابع تا آن اندازه که ممکن است انگیزه پیدا می‌کنند.
- تخصیص سیاسی- اطلاعات سیاسی به اندازه‌ای که بازارها به دنبال اطلاعات برتر (فواید و ضررها) هستند انگیزه یافتن این اطلاعات را ندارند. با وجود اینکه مشارکت کنندگان زیادی برای دولت ورودی‌هایی جهت تصمیم‌گیری فراهم می‌کنند، دولت تنها یک تصمیم خواهد گرفت، این بدین معنی‌است که دولت که دولتها قوانینی خلق می‌کنند که به اندازه کافی برای موقعیت‌های محلی مناسب نیست. استراتژی دولتها این است که کشورها این است که از انتظارات خطرات که از طریق قانون‌گذاری ایجاد می‌شود پنهان شود.
- یارانه‌های اشتباه-دولتها معمولاً یارانه‌هایی پیشنهاد می‌دهند که باعث اعوجاج در سیستم قیمت‌ها می‌شوند، این به این معنی است که برخی از مشتریان برای محصولات کمتر پرداخت می‌کنند(underpaying) این مسئله باعث می‌شود تا مصرف‌کنندگان بسیار بیشتر از حد بهینه مصرف کنند. در ایران می‌توان به ارزان بودن قیمت آب و بنزین اشاره کرد که با پرداخت یارانه‌های اشتباه باعث صدمه دیدن محیط زیست شده است.

## ابزارهای بازار
بازارها کامل نیستند و البته حامیان بازار آزاد در محیط زیست معتقدند راهکاری مبتنی بر بازار اشتباه‌های خود را خواهد داشت با این وجود مکانیزم‌های بازخورد قدرتمند بازار مانند ریسک، سود و زیان محرک‌های بازار انگیزه زیادی برای یادگیری از اشتباهات بازار استفاده کنید.
- انتخاب فردی- مصرف‌کنندگان انگیزه کافی برای بیشینه کردن رضایت خود با پیدا کردن هزینه کم و انتخاب‌های با ارزش را دارند. بازارها منابع را به بالاترین پیشنهاد تخصیص می‌دهند. تولیدکنندگان محصولات را بر اساس رفتار مصرف‌کنندگان تولید می‌کنند. با وجود بازیگران متعدد در بازار، هیچ راه حل یکتایی برای کارآفرینانی که به دنبال برآورده کردن ارزشهای جامعه به‌خصوص حفظ منابع طبیعی هستند پیدا نشده است.
- کارآفرینی-کارآفرینان در جستجوی ارزش، حل مشکلات و هماهنگ‌کردن منابع هستند.
- سیستم قیمت- زمانی که منابع کمیاب می‌شوند، قیمت‌ها افزایش پیدا می‌کنند، افزایش قیمت‌ها این انگیزه را ایجاد می‌کند که کارآفرینان به دنبال جایگزینی برای این منابع باشند. به عنوان مثال با افزایش قیمت زغال سنگ مصرف‌کننده‌ها مصرف خود را کمتر می‌کنند و به سمت انرژی‌های جایگزین حرکت می‌کنند.
- حقوق مالکیت-مالکان انگیزه بالایی برای مراقبت از دارایی خود دارند. آن‌ها باید بین مقدار مصرف امروز و فردای خود تصمیم بگیرند. از آنرو که همه به‌دنبال رشد ارزش‌های دارائی خود هستند، حقوق مالکیت دفاع و حفاظت از محیط زیست را در برابر اضمحلال آن تشویق می‌کند، برای همین انگیزه بالایی برای بیشینه سازی ارزش منابع در آینده صورت می‌گیرد.
- قانون مشترک- برای اینکه حقوق مالکیت قابلیت اجرایی شدن داشته باشد، شما نیازمند نظامی هستید که بتواند از آن دفاع کند. قانونی که بتواند از حقوق مالکیت به خوبی دفاع کند نیز از لوازم بازار آزاد برای محیط زیست است.

## مسایل

### نظریه کوز
برخی از اقتصاددانها با تکیه بر نظریه کوز که بیان می‌کند صنایع با درونی سازی هزینه اثرات جانبی انگیزه بالایی برای کاهش آن‌ها پیدا می‌کنند چه بسا انگیزه‌ای برای استفاده از این فرصت (درونی سازی هزینه اثرات جانبی) پیدا کنند که بتوانند با کاهش هزینه‌ها سود خود را نیز افزایش دهند. علاوه بر این، اقتصاددانان معتقدند این اتفاق منجر به ایجاد تعادل در سود حاشیه فعالیت‌ها و هزینه حاشیه آن با تکیه بر آثار محیط زیستی خواهد شد. یک از وسائل مشهور برای دورنی سازی پیامدهای منفی برقراری حقوق مالکیت برای پدیده‌هایی است که سابقاً در اختیار عموم بوده‌اند است.
انتقادات هم بر نظریه کوز بخاطر محدودیت شدید در کاربردی شدن وجود دارد، دلیل اصلی این اتفاق بخاطر فروض این نظریه به‌خصوص در مورد هزینه‌ها تراکنش که اغلب نا چیز یا صفر در نظر گرفته می‌شود است، در حالی که در واقعیت چانه زنی برای اثرات جانبی هزینه بسیار بالایی بخاطر عوامل مختلف دارد.

### سرمایه‌داری آنارکو
روتباردین‌های آنارشو کاپیتالیسم، همچنین راه حل مطرح شدهٔ کز را به دلیل ایجاد فرضیه‌های نامعتبر در مورد صرفاً ذهنی بودن ایدهٔ هزینه‌های قابل برآورد مالی، و همچنین قضاوت‌های بررسی نشده و نامعتبر (به عنوان مثال:قضاوت‌های اخلاقی) رد کردند. راه حل روتباردین‌ها، شناخت حقوق مالکیت شخصی لاکین است، که در آن روتباردین‌ها آزادی ارزش (ارزش آزاد) را حفظ می‌کنند. تحلیل اقتصاد نشان می‌دهد که این ترتیب الزاماً مطلوبیت اجتماعی را به حداکثر می‌رساند، هر چند روتبارد خودش به این معتقد بود که اصطلاح بازار آزاد محیط زیستی دارای تناقض است. به این دلیل که محیط زیست، به دلیل توسعه نیافته و بدون صاحب بودن، به خودی خود واقعاً اموال به حساب نمی‌آید تا اینکه توسط شرط لاکین تغییر داده می‌شود. در مورد موضوع محیط زیست روتبارد می‌گوید: مشکل این است که طرفداران محیط زیست، علاقه‌مند به بهره‌وری یا حفظ مالکیت خصوصی آن هستند، آن‌ها معاونان و زندانیان هیولای فلسفهٔ ضد انسانی به معنای واقعی کلمه‌اند. آن‌ها نژاد بشر را تحقیر و محکوم می‌کنند، که بنا به ماهیت خود و برخلاف دیگر موجودات، به جای آنکه منفعلانه در آن زیست کنند، آن را تغییر داده و دگرگون می‌سازد. من به این نتیجه رسیده‌ام که (طرفداران محیط زیست بازار آزاد) دارای ضد و نقیض هستند.

### بازار و اکوسیستم به عنوان نظم خودجوش
بحث‌های اخیر در ادبیات دانشگاهی، از مفهوم فردریش هایک در باب نظم خود جوش که به‌طور گسترده‌ای از سیاست عدم مداخله محیطی دفاع کرده، استفاده کرده‌اند. فردریش هایک اساساً از مفهوم نظم خودجوش برای مقابله علیه مداخله‌های دولت در بازار، استفاده کرد. درست شبیه بازار، اکوسیستم‌ها شامل شبکه‌های پیچیدهٔ اطلاعاتی، فرایند پویا و حاوی نظم در پس نظم است و کل مجموعه بدون اینکه به وسیلهٔ ذهن خودآگاه هدایت شود، انجام می‌شود. در این تحلیل، گونه‌ها جای قیمت را به عنوان عنصر قابل رویت گرفته‌اند که این سیستم به وسیلهٔ مجموعهٔ پیچیده‌ای از عناصر غیرقابل شناخت گسترده‌ای شکل گرفته‌اند. به علت جهل انسان در مورد تعاملات بی شمار بین موجودات یک اکوسیستم، توانایی برای اعمال نفوذ در طبیعت را محدود ساخته است. از آنرو که انسان‌ها متکی به اکو سیستم برای حفظ بقای خودشان‌اند، بحث بر این است که ما ملزم به عدم اخلال در چنین سیستم‌هایی هستیم. تجزیه و تحلیل این اکو سیستم‌ها به عنوان نظم خودجوش بر بازارهایی که واجد این خصیصه (نظم خودجوش) اند، متکی نیستند. بدین ترتیب، حتماً نیاز به تأیید تحلیل بازارهای هایک نیست تا که بخواهیم اکوسیستم‌ها را به عنوان نظم خودجوش بپذیریم.

### سایر
دیگر طرفداران تجارت آزاد محیط زیست، از مورد تخریب اخیر سواحل ماهیگیری Newfoundland استفاده می‌کنند که زمانی زیبا و با صلابت و یکی از پررونق‌ترین مناطق ماهیگیری بود و اکنون تقریباً به‌طور کامل از ماهی تهی شده است. شرکت‌های بزرگ ماهیگیری مسئول این مهم هستند که ملزم به درک منافع در بازار رقابتی جهانی می‌باشند. این چالش وجود دارد که اگر ماهیگیری توسط یک نهاد اداره می‌شد، به جای اینکه کشتی‌های تجاری سراسر دنیا برای صید ماهی پیش از رقبای خود اقدام کنند و ماهیانی را صید کنند که هنوز تولید مثل نکرده‌اند، نهاد مزبور تمایل به حفظ منابع تجدید پذیر از ماهیان برای تأمین منافع در طولانی مدت می‌داشت و هزینه‌های صید ماهی در منطقه را بالا می‌برد که این مهم دفعتاً به کاهش تعداد ماهی‌های صید شده می‌انجامید. این نهاد همچنین می‌توانست به شکلی قاطع و پیگیر، قوانین رو برای منع صید ماهیان جوان به کار بگیرد.

## افراد شاخص حامی بازار آزاد در محیط زیست
- Jonathan H. Adler
- John Baden
- Roger Bate
- دانیل کوهن بندیت
- والتر بلاک

## یادداشتها
1. ↑  Brown, Clare; E, Block Walter (2019). "Free Market for the Environment". Economic Policy (به انگلیسی). 1: 116–125.
2. ↑  academic.oup.com https://academic.oup.com/crawlprevention/governor?content=%2fbook%2f4034%2fchapter-abstract%2f145686749%3fredirectedFrom%3dfulltext. دریافت‌شده در ۲۰۲۳-۰۲-۰۱. پارامتر |عنوان= یا |title= ناموجود یا خالی (کمک)